# Evelyn Fox Keller
Evelyn Fox Keller, född 20 mars 1936 i New York, död 22 september 2023 i Cambridge, Massachusetts, var en amerikansk fysiker och vetenskapsfilosof. 
Keller växte upp tillsammans med sina två syskon Frances och Maurice i en fattig judisk familj, där föräldrarna var invandrade från Ryssland. Systern Frances är statsvetare och brodern Maurice biolog. Keller var gift med matematikern Joseph B. Keller och hade två barn. Sonen Jeffrey är mjukvaruutvecklare och dottern Sarah är lärare på universitet.
Keller avlade examen 1957 vid Brandeis University och skrev sin examensuppsats om fysikern Richard Feynmans upptäckter. Hon fortsatte sedan sina studier vid Harvard. Där var hon en av de kvinnor som försökte slå sig fram i en mycket mansdominerad miljö. Doktoranderna bestod av tre kvinnor och hundra män. Keller var missnöjd med utbildningen och har i efterhand beskrivit det som att vid sidan av fysik fick man också lära sig arrogans. Keller avlade doktorsexamen i teoretisk fysik 1963 och kom sedan att forska huvudsakligen inom biologins historia och filosofi men hon är också känd för sin forskning om genus och naturvetenskap.
Bland hennes verk märks en biografi om nobelpristagaren Barbara McClintock. Sensmoralen i denna bok är att kvinnors framgång i vetenskapen är beroende av att de offrar allt annat i livet, men Keller undersöker också mer ingående McClintocks relation till sin forskning. Keller har också utmanat Dennett och Dawkins populära teori om att genetiken är evolutionens "motor".